# Bergholtzzell
Bergholtzzell (auf vielen Karten und Straßenschildern auch Bergholtz-Zell; deutsch Bergholzzell) ist eine französische Gemeinde mit 390 Einwohnern (Stand 1. Januar 2022) im Département Haut-Rhin in der Region Grand Est (bis 2015 Elsass). Sie gehört zum Arrondissement Thann-Guebwiller, zum Kanton Guebwiller und zum Gemeindeverband Région de Guebwiller.

## Geografie
Die Gemeinde Bergholtzzell am Rand der Süd-Vogesen liegt oberhalb des Quierenbaches, der hier in die Oberrheinebene eintritt. Die Siedlung des Dorfes geht im Norden nahtlos in das bebaute Gebiet der Gemeinde Orschwihr über. Der in die Vogesen hineinreichende Westen des Gemeindeareals ist bewaldet (Forêt communale de Bergholtz-Zell), dort wird in der Nähe des Col du Dreibannstein mit 573 m über dem Meer der höchste Punkt erreicht. Die Entfernung zu den Städten Colmar im Norden und Mülhausen im Süden beträgt jeweils etwa 25 Kilometer. Das Gemeindegebiet von Bergholtzzell ist Teil des Regionalen Naturparks Ballons des Vosges.

## Geschichte
Das Kloster Bergholtzzell ist eine Gründung der Abtei Murbach von 1006. Hinweise auf eine frühere Einsiedelei schottischer oder irischer Mönche sind nicht nachgewiesen. Bis zur Französischen Revolution gehörte der Ort zum Amt Gebweiler (Vogtei Gebweiler) der Fürstabtei Murbach.
Die heutige Gemeinde entstand 1827, als das Gebiet von der Gemeinde Bergholtz abgetrennt wurde. Von 1871 bis zum Ende des Ersten Weltkriegs gehörte Bergholzzell als Teil des Reichslandes Elsaß-Lothringen zum Deutschen Reich und war dem Kreis Gebweiler im Bezirk Oberelsaß zugeordnet.
Bevölkerungsentwicklung
| Jahr                       | 1910 | 1962 | 1968 | 1975 | 1982 | 1990 | 1999 | 2011 | 2021 |
| -------------------------- | ---- | ---- | ---- | ---- | ---- | ---- | ---- | ---- | ---- |
| Einwohner                  | 392  | 261  | 285  | 305  | 282  | 288  | 336  | 453  | 401  |
| Quellen: Cassini und INSEE |      |      |      |      |      |      |      |      |      |

## Sehenswürdigkeiten
Die Kirche St. Benedikt (Église Saint-Benoît) stammt ursprünglich aus ottonischer Zeit. Sie wurde im 14. Jahrhundert erweitert und 1873 wegen Baufälligkeit abgerissen. Die an gleicher Stelle neu errichtete Kirche weist nur noch wenige Relikte der Vorgängerkirche auf: so zwei achteckige Säulen und zwei Pilaster. Die Kirche ist als Monument historique ausgewiesen.
Zu den weiteren Sehenswürdigkeiten gehören Häuser aus dem 18. Jahrhundert, Wegkreuze und ein Brunnen.

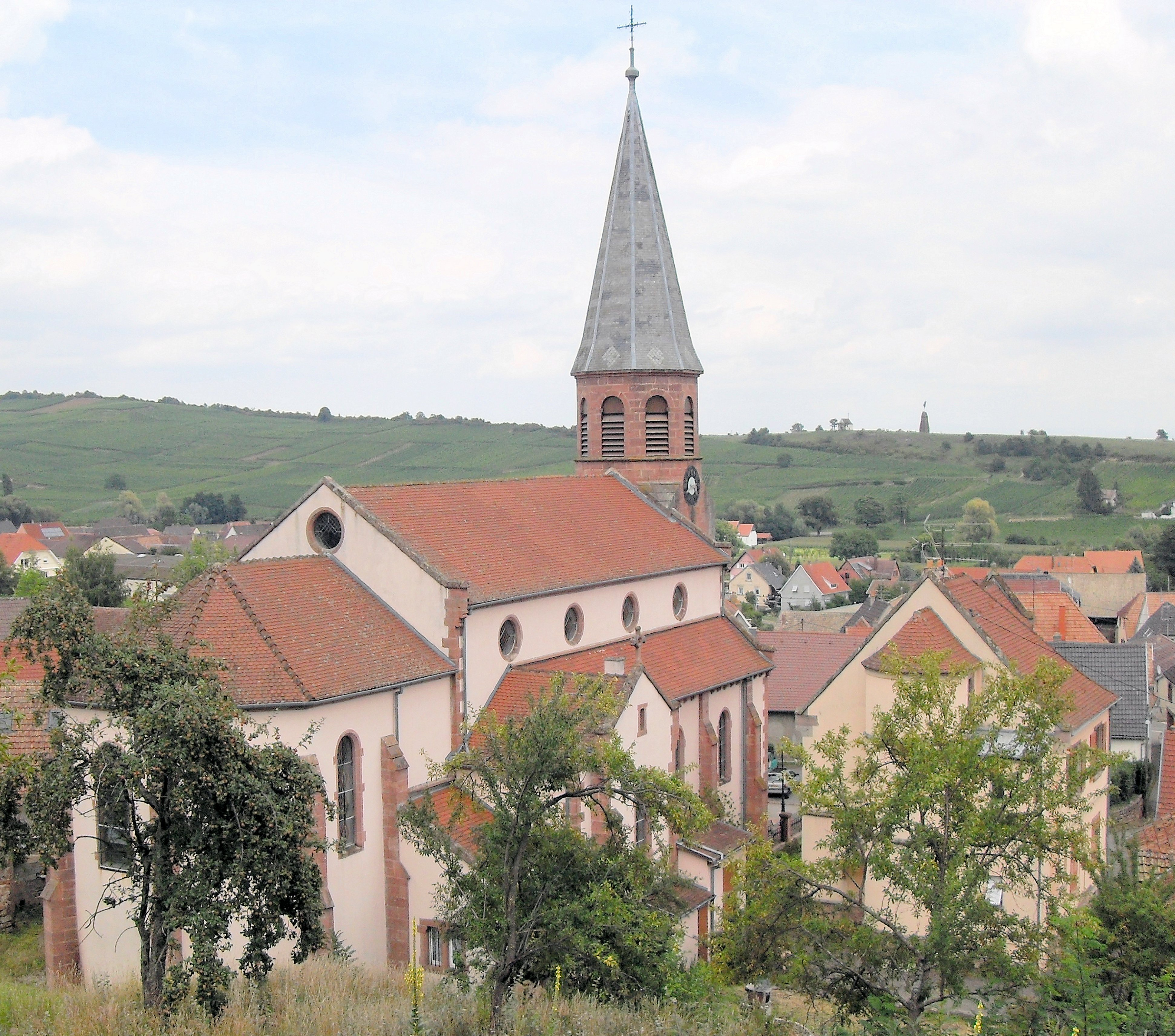
Kirche St. Benedikt
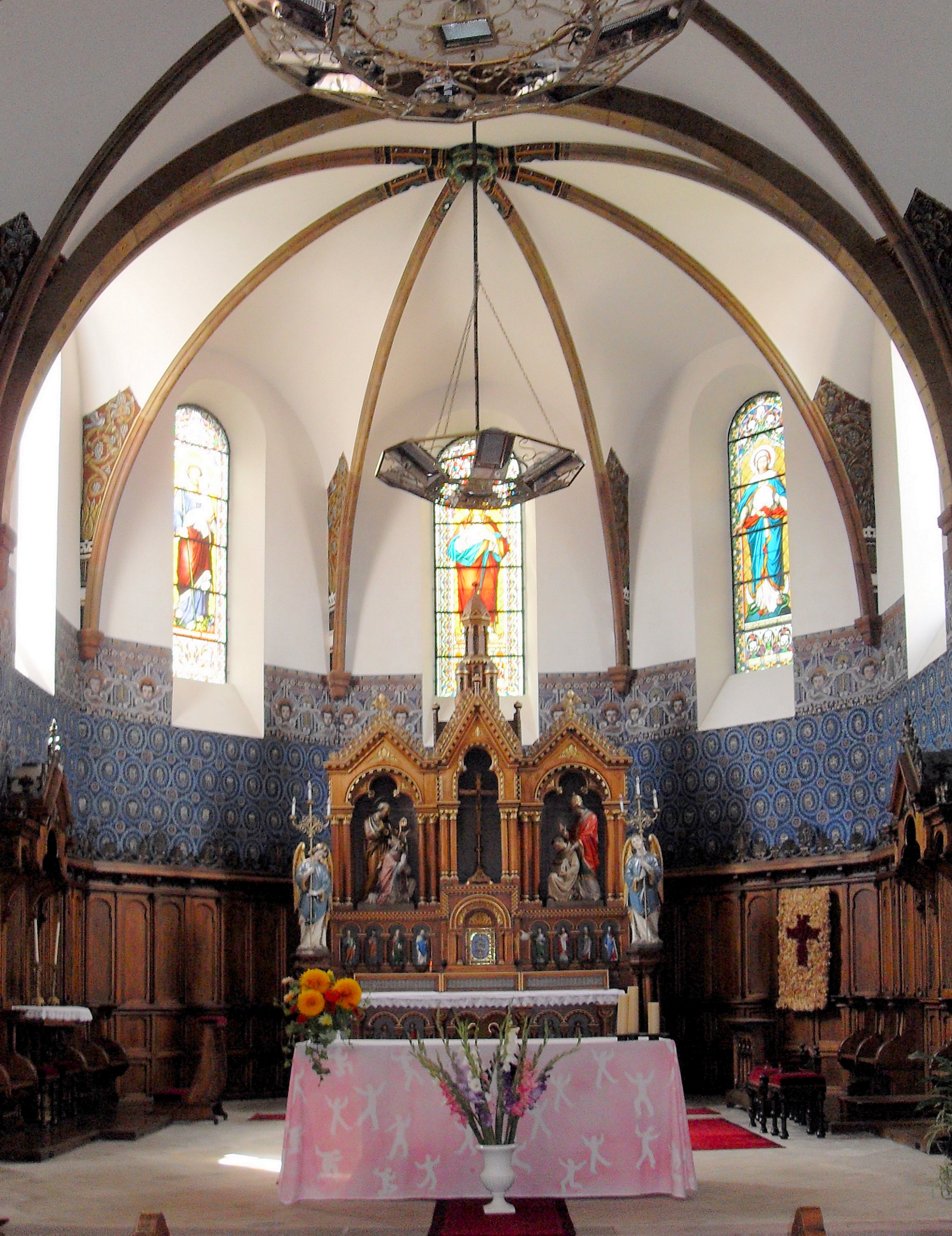
Innenansicht St. 'Benedikt
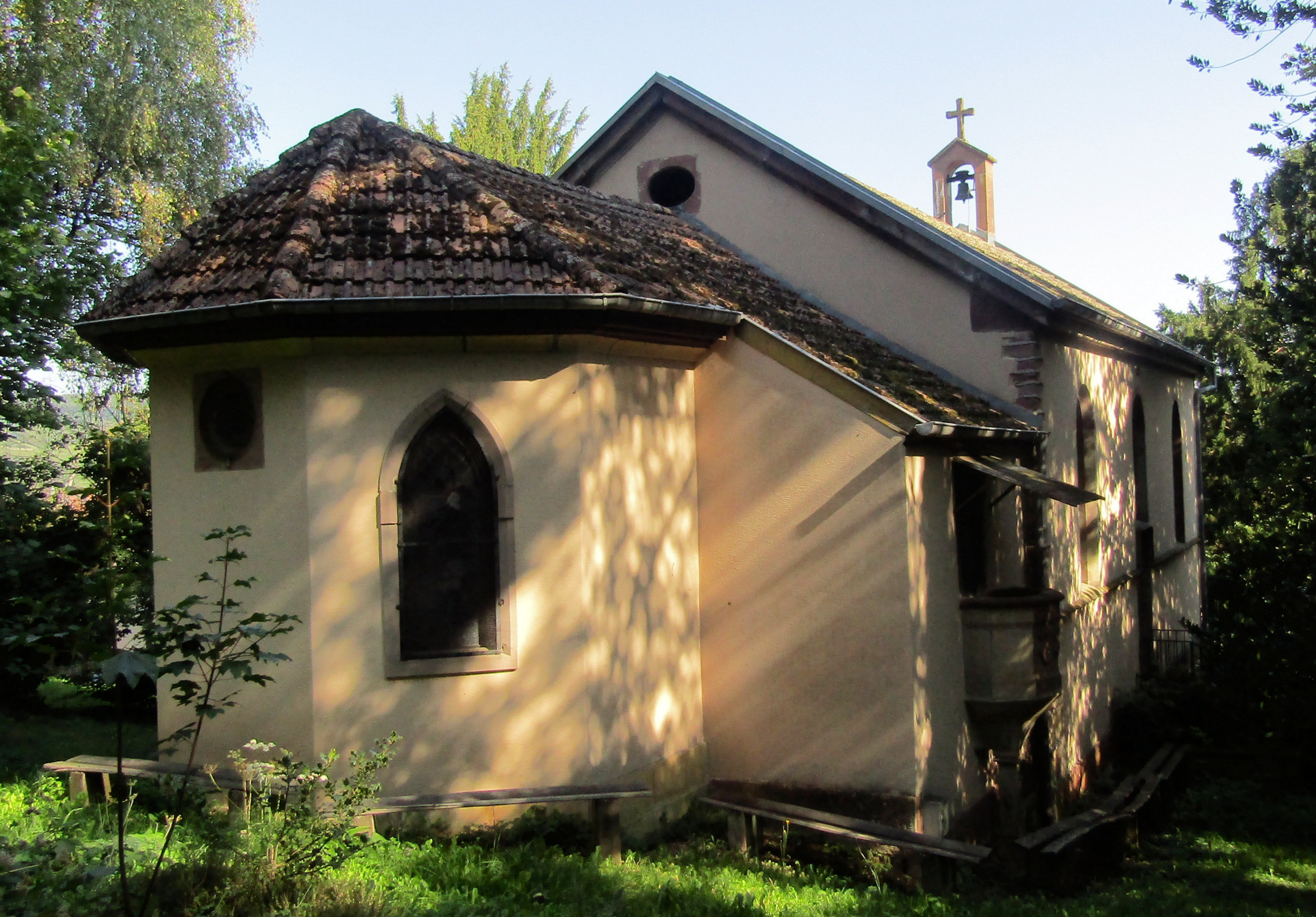
Ölbergkapelle am Ende des Kreuzwegs

## Wirtschaft
Der Weinbau und der Tourismus spielen die Hauptrolle in der Gemeinde – Bergholtzzell liegt an der Elsässer Weinstraße zwischen Soultzmatt und Guebwiller.